# Ангелы в Америке (мини-сериал)
«Ангелы в Америке» (англ. Angels in America) — американский телевизионный мини-сериал, снятый режиссёром Майком Николсом на основе одноимённой пьесы Тони Кушнера, выступившего сценаристом. Разворачивающееся в 1985 году, шоу показывает пересекающиеся между собой жизни шестерых жителей Нью-Йорка, и охватывает ряд тем, в том числе политику времён Рональда Рейгана, распространяющуюся эпидемию СПИДа, а также меняющийся социальный и политический климат. Главные роли в сериале исполняют Аль Пачино, Мерил Стрип, Патрик Уилсон, Мэри-Луиз Паркер, Эмма Томпсон, Джастин Кирк, Джеффри Райт и Бен Шенкман.
«Ангелы в Америке» получил всеобщее признание критиков. Программа была удостоена 11 прайм-таймовых премий «Эмми», тем самым став первой и единственной программой в истории, выигравшей все возможные награды среди основных категорий, а также пяти «Золотых глобусов».

## Сюжет
В фильме переплетены истории нескольких людей, которых по разным причинам что-то связывает. Луис, парень Уолтера, бросает его, после того как узнаёт, что тот болен СПИДом. У Прайора (Уолтера) начинаются видения, в которых ему является ангел Америки и сообщает ему о его избранности. Прайор воспринимает слова ангела всерьёз и начинает бороться с бедой. В этом ему иногда помогает его друг мистер Ли, который также пытается добиться того, чтобы Луис вернулся к своему другу. Но Луис боится помочь своему возлюбленному и увлекается коллегой по работе, Джо, женатым мормоном, который оказывается скрытым гомосексуалом.
Жена Джо, домохозяйка Харпер, из-за недостатка внимания со стороны мужа подсаживается на валиум и начинает жить в своём фантастическом мире. Узнав о проблемах в семье сына, мать Джо, Ханна, приезжает из Солт-Лейк-Сити в Нью-Йорк, чтобы помочь сыну спасти брак. Начальник Джо, адвокат Рой Кон, скрывающий свои гомосексуальные пристрастия ввиду занимаемой должности, болен СПИДом. Он надеется, что наличие денег и связей поможет ему вылечиться, но с каждым днём ему становится всё хуже. У него начинаются видения, в которых к нему приходит Этель Розенберг, которую Кон в далёком 1953 году отправил на электрический стул, вместе с мужем по сфабрикованному обвинению за шпионаж в пользу СССР. В разное время фантазии и видения героев переплетаются в одно целое, в результате чего они осознают, что ангелов в Америке больше нет.

## Актёрский состав
- Аль Пачино — Рой Кон
- Мерил Стрип — Ханна Питт / Этель Розенберг / раввин / Ангел Австралии
- Патрик Уилсон — Джо Питт
- Мэри-Луиз Паркер — Харпер Питт
- Эмма Томпсон — медсестра Эмили / бездомная женщина / Ангел Америки
- Джастин Кирк — Прайор Уолтер / мужчина в парке
- Джеффри Райт — мистер Лайз / Белиз / бездомный мужчина / Ангел Европы
- Бен Шенкман — Луис Айронсон / Ангел Океании
- Джеймс Кромвелл — Генри, доктор Роя
- Майкл Гэмбон — предок Прайора Уолтера #1
- Саймон Кэллоу — предок Прайора Уолтера #1

## Награды и номинации
- 2003 — премия Национального совета кинокритиков США за лучший фильм или мини-сериал для кабельного телевидения.
- 2004 — 5 премий «Золотой глобус»: лучший мини-сериал или телевизионный фильм, лучший актёр в мини-сериале или телевизионном фильме (Аль Пачино), лучшая актриса в мини-сериале или телевизионном фильме (Мерил Стрип), лучший актёр второго плана в сериале, мини-сериале или телевизионном фильме (Джеффри Райт), лучшая актриса второго плана в сериале, мини-сериале или телевизионном фильме (Мэри-Луиз Паркер). Кроме того, лента получила две номинации в категории «лучший актёр второго плана в сериале, мини-сериале или телевизионном фильме» (Бен Шенкман и Патрик Уилсон).
- 2004 — 11 Прайм-таймовых премий «Эмми»: лучший мини-сериал, лучший режиссёр в мини-сериале, фильме или драматическом спектакле (Майк Николс), лучший сценарий для мини-сериала, фильма или драматического спектакля (Тони Кушнер), лучший актёр в мини-сериале или телевизионном фильме (Аль Пачино), лучшая актриса в мини-сериале или телевизионном фильме (Мерил Стрип), лучший актёр второго плана в мини-сериале или телевизионном фильме (Джеффри Райт), лучшая актриса второго плана в мини-сериале или телевизионном фильме (Мэри-Луиз Паркер), лучший кастинг для мини-сериала или телевизионного фильма (Джульет Тейлор, Эллен Льюис), лучшая работа художника-постановщика в мини-сериале или телевизионном фильме (Стюарт Вуртцель, Джон Касарда, Джордж ДеТитта), лучший грим для мини-сериала или телевизионного фильма (Рой Хелланд, Джозеф Кампайно, Джон Кальоне, Келли Глисон), лучшее сведение звука в мини-сериале или телевизионном фильме. Кроме того, лента получила ещё 10 номинаций.
- 2004 — две премии Гильдии киноактёров США за лучшую мужскую роль в мини-сериале или телефильме (Аль Пачино) и за лучшую женскую роль в мини-сериале или телефильме (Мерил Стрип), а также 4 номинации: лучшая мужская роль в мини-сериале или телефильме (Джастин Кирк и Джеффри Райт) и лучшая женская роль в мини-сериале или телефильме (Эмма Томпсон и Мэри-Луиз Паркер).
- 2004 — премия Американского института киноискусства за лучшую телепрограмму года.
- 2004 — премия Гильдии режиссёров США за лучшую режиссуру телефильма (Майк Николс).
- 2004 — три премии «Спутник»: лучший мини-сериал, лучшая женская роль в мини-сериале или телефильме (Мерил Стрип), лучшая мужская роль второго плана в мини-сериале или телефильме (Джастин Кирк). Кроме того, лента получила 5 номинаций: лучшая мужская роль в мини-сериале или телефильме (Аль Пачино), лучшая мужская роль второго плана в мини-сериале или телефильме (Джеффри Райт, Патрик Уилсон), лучшая женская роль второго плана в мини-сериале или телефильме (Эмма Томпсон и Мэри-Луиз Паркер).
- 2005 — номинация на премию «Грэмми» за лучший саундтрек для художественного фильма или телевидения (Томас Ньюман).
- 2005 — премия Гильдии сценаристов США за лучший адаптированный сценарий для телевидения (Тони Кушнер).